# ساینو
ساینو (انگلیسی: Sino) شرکت داروسازی هنگ کنگی است، که در سال ۲۰۰۰ تأسیس شد.